# Идукін, або за межею

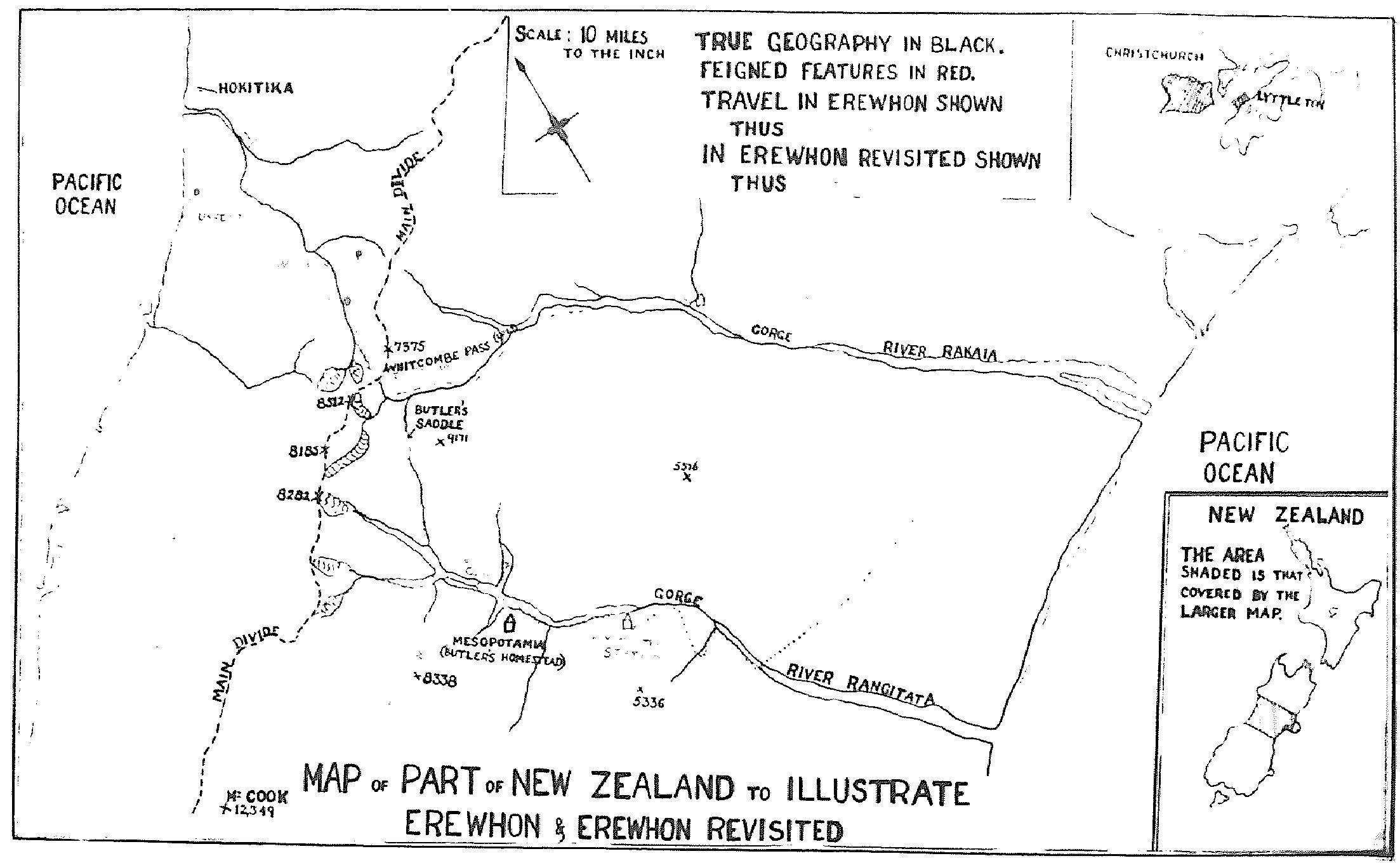
Карта частини Нової Зеландії для ілюстрації «Идкуіна» та «Повернення Идкуіна»

«Идукін, або за межею», або «Едін, або за межею»  (англ. Erewhon: or, Over the Range) — утопічний роман Семюеля Батлера, вперше опублікований 1872 року анонімно. Назва роману — це також і назва країни, яку нібито відкрив головний герой. У романі не розповідається, де знаходиться Идкуін, але зрозуміло, що це вигадана країна. Обираючи назву для твору, Батлер мав на увазі, в заголовку необхідно прочитати англійське слово «нікуди» зправа наліво (англ. nowhere), помінявши місцями літери англ. h та англ. w. Українським аналогом відповідно буде «Идкуін». Роман — сатира на вікторіанське суспільство.
Перші декілька розділів роману, які стосуються відкриття Идкуіна, насправді ґрунтуються на досвіді Батлера в Новій Зеландії, де він у молоді роки, працював фермі овець на станції Месопотамія близько чотирьох років (1860–1864), при цьому досліджував частини внутрішнього простору Південного острова, про що Семюель писав у своєму романі «Перший рік поселення Кентербері» (1863).

## Сюжет
Більша частина книги складається з опису Идкуіна. Характер цієї нації може бути неоднозначним. На перший погляд Идкуін здається утопією, але незабаром стає зрозуміло, що це зовсім не так. Однак, незважаючи на всі недоліки Идкуіна, також вочевидь не є антиутопією, такою, яка зображена в книзі Джорджа Орвелла 1984. Як сатирична утопія, «Идкуін» іноді порівнювали з «Мандрами Гуллівера» (1726), класичним романом Джонатана Свіфта; образ утопії в цьому останньому випадку також має потужну паралель із баченнями Британської імперії того часу. Його також можна порівняти з романом Вільяма Морріса «Новини нізвідкіля».
«Идкуін» сатиризує різні аспекти вікторіанського суспільства, включаючи кримінальне покарання, релігію та антропоцентризм. Наприклад, згідно з Идкуінським законом, до правопорушників поводиться так, ніби вони хворі, тоді як на хворих людей дивляться як на злочинців. Ще одна особливість Идкуіна — відсутність машин; це пов’язано з широко поширеним в едгінців стереотипу, що вони потенційно небезпечні. Останній аспект «Идкуіна» розкриває вплив теорії еволюції Чарлза Дарвіна; Батлер прочитав «Походження видів» незабаром після її публікації в 1859 році.

### Книга машин
Батлер написав три глави «Идкуіна», які складають «Книгу машин» з ряду статей, написаних для «The Press», яка щойно почала публікуватися в Крайстчерчі, Нова Зеландія, починаючи з «Дарвіна серед машин» (1863). Батлер був першим, хто написав про можливість того, що машини можуть розвинути свідомість за допомогою дарвінівського відбору. Багато хто заперечував це як жарт; але, у своїй передмові до другого видання, Батлер писав: «Я шкодую, що рецензенти в деяких випадках схильні трактувати глави про Машин як спробу звести теорію містера Дарвіна до абсурду. Ніщо не могло бути [настільки] віддалено від мого наміру, й щонайменше було б для мене неприємнішим, ніж будь-яка спроба сміятися з містера Дарвіна».

### Персонажі
- Гіггс — оповідач, який інформує читача про природу идкуінського суспільства.
- Чоубок (Кахабука) — провідник Гіггса в гори; він місцевий, який дуже боїться едгінців. Зрештою, він кидає Гіггса.
- Ірам — донька поневолювача Гіггса, яка піклується про нього, коли він вперше з'являється в Едгіні. Зправа наліво її ім'я читається як Мері.
- Сеной Носнібор — господар Хіггса після звільнення з в'язниці; Сеной сподівається, що Гіггс одружиться з його старшою дочкою. Зправа наліво його ім'я читається як Робінсон Джонс.
- Зулора — старша донька Сенона Носнібора — Гіггс вважає її огидною, але її батько сподівається, що той все ж одружиться з донькою. Зправа наліво її ім'я читається як Аролуз.
- Аровгенп — молодша дочка Сенона Носнібора; вона закохується в Гіггса й тікає з ним.
- Магайна — жінка, яка стверджує, що страждає від алкоголізму, але, інші вважають, що вона має слабкий темперамент.
- Ідгрун — незрозуміла богиня едгінців. Її ім'я — анаграма слова «Грюнді» (від імені місіс Грюнді, персонаж п'єсі Томаса Мортона «Швидкісний плуг»).

## Відгуки
Після першого видання ця книга продавалася набагато краще, ніж будь-яка з попередніх робіт Батлера, можливо це було пов'язано й з тим, що британська громадськість припускала, що анонімний автор — якась відома фігура (фаворитом на цю роль був Едвард Булвер-Літтон, який опублікував «Вріл» за два роки до цього). В одному з ефірів 1945 року Джордж Орвелл високо оцінив цю книгу й сказав, що коли Батлер писав «Идкуіна», йому «потрібна фантазія дуже високого порядку, щоб побачити, що техніка може бути небезпечною, а також корисною». Він рекомендував до прочитання роман, на відміну від його продовження, «Повернення Идкуіна».